# شه‌عریط هاپله‌تاح

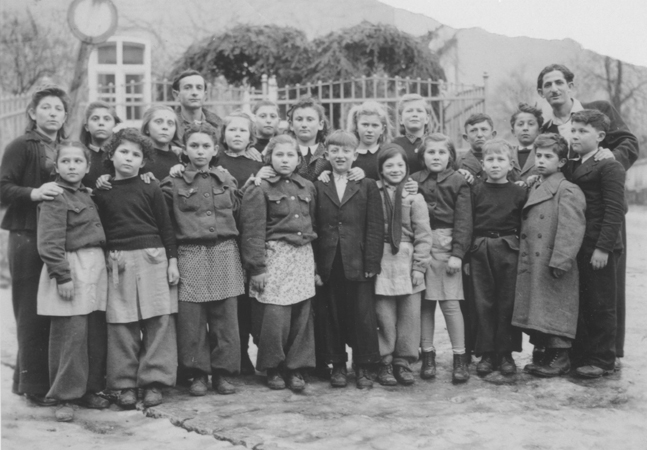
کودکان مدرسه در اردوگاه آوارگان زاخسن‌هاوزن در ۱۹۴۶

شِه‌عِریط هاپلِه‌تاح (به عبری: שארית הפליטה‎) نام سازمانی تاسیس‌یافته توسط بازماندگان هولوکاست ساکن در اردوگاه‌های آوارگان پس از جنگ جهانی دوم بود که به نمایندگی از ایشان با نیروهای پیروز متفقین همکاری می‌کرد. این سازمان از ۲۷ مه ۱۹۴۵ تا ۱۹۵۰–۱۹۵۱ فعالیت داشت و سپس برچیده شد.
در مجموع بیش از ۲۵۰٬۰۰۰ بازمانده یهودی چندین سال را پس از آزادی در اردوگاه‌ها یا گروه‌های آوارگان در آلمان، اتریش و ایتالیا گذراندند، زیرا یا نمی‌توانستند به کشورهای مبدأ خود بازگردند، یا آن کشورها ایشان را دیگر نمی‌پذیرفتند. پناهندگان از نظر اجتماعی و سیاسی خود را سازمان دادند و در آغاز از حقوق سیاسی و انسانی خود درون اردوگاه‌ها و سپس از حق مهاجرت خود به کشورهای مطلوب، به ویژه فلسطین تحت قیمومت بریتانیا، ایالات متحده و کانادا، دفاع کردند. تا سال ۱۹۵۰، بخش بزرگی از ایشان به آن کشورها مهاجرت کردند و در عین حال فلسطین تحت قیمومت بریتانیا به کشور یهودی اسرائیل تبدیل شد.